# Leptostomias analis
Leptostomias analis är en fiskart som beskrevs av Regan och Trewavas, 1930. Leptostomias analis ingår i släktet Leptostomias och familjen Stomiidae. Inga underarter finns listade i Catalogue of Life.